# Hamilton College
Hamilton College est un établissement d'enseignement supérieur situé à Clinton dans l'État de New York. En 2009, l' U.S. News & World Report classa Hamilton parmi les 20 meilleurs établissements en sciences humaines des États-Unis[réf. nécessaire]. L'établissement est connu pour l'importance qu'il accorde à l'écrit et l'oral. L'école a été fondée en 1793, les statuts créés au nom d'Hamilton College en 1812, et accueille les hommes et les femmes en classes mixtes depuis 1978, quand il a fusionné avec Kirkland College.

## Galerie

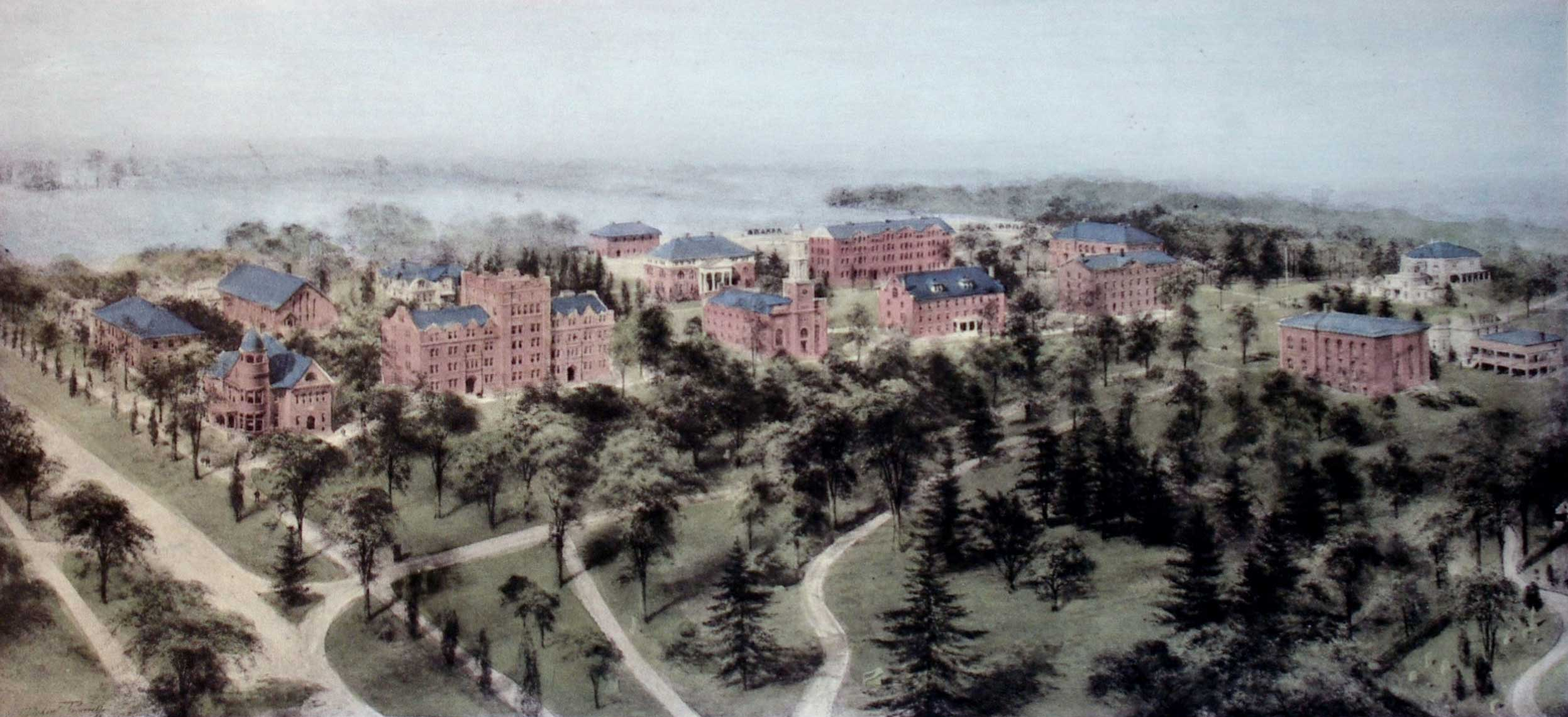
Peinture de Richard Rummell représentant l'université au début du XXe siècle.
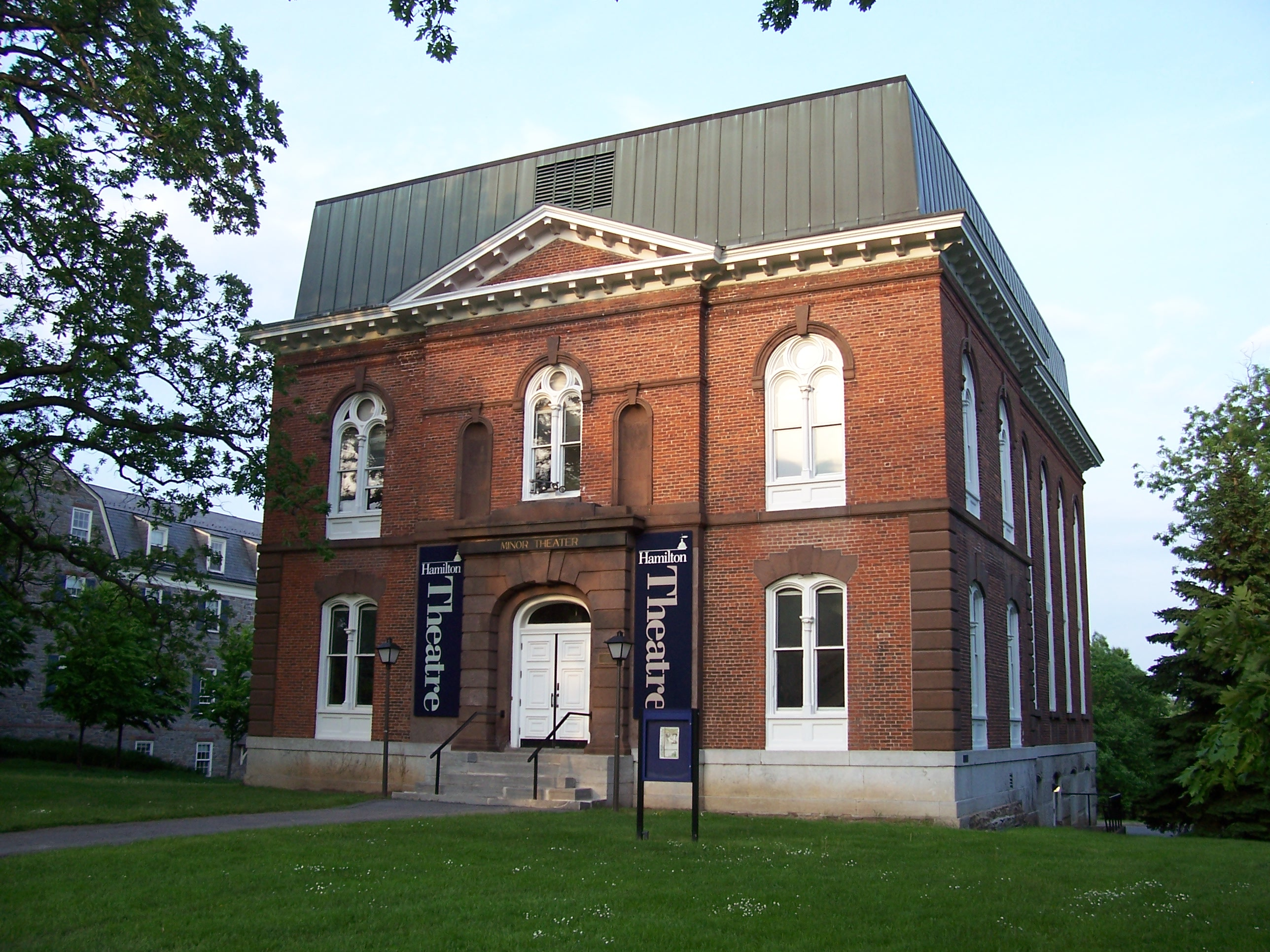
Minor Theatre.